# Putnam megye (Ohio)
Putnam megye az Amerikai Egyesült Államokban, azon belül Ohio államban található. Megyeszékhelye és legnagyobb városa Ottawa. Lakosainak száma 34 451 fő (2020. április 1.). Putnam megye Allen, Hancock, Wood, Henry, Defiance, Paulding és Van Wert megyékkel határos.

## Népesség
A megye népességének változása:
| Lakosok száma | 34 446 | 34 378 | 34 201 | 34 088 | 34 042 | 34 451 |
|               | 2010   | 2011   | 2012   | 2013   | 2015   | 2020   |